# Nola chlamitulalis
Nola chlamitulalis is een nachtvlinder uit de familie van de visstaartjes (Nolidae). 
De wetenschappelijke naam van de soort is voor het eerst geldig gepubliceerd door Hübner in 1813.
De soort komt voor in Europa.